# Leymen
Leymen település Franciaországban, Haut-Rhin megyében. Lakosainak száma 1263 fő (2022. január 1.). Leymen Hagenthal-le-Bas, Neuwiller, Hagenthal-le-Haut, Liebenswiller, Oltingue és Bettlach községekkel határos.

## Népesség
A település népességének változása:
| Lakosok száma | 1162 | 1198 | 1230 | 1208 | 1208 | 1212 | 1246 | 1254 | 1263 |
|               | 2013 | 2015 | 2016 | 2017 | 2018 | 2019 | 2020 | 2021 | 2022 |

## Közlekedés
A 10-es villamosjárat révén a település kapcsolódik svájci Bázel villamosvonal-hálózatához.